# Mesterholdenes Europa Cup i håndbold 1965-66 (mænd)
Mesterholdenes Europa Cup i håndbold 1965-66 var den syvende udgave af Mesterholdenes Europa Cup i håndbold for mænd. Turneringen havde deltagelse af 19 klubhold, der var blevet nationale mestre sæsonen forinden. Siden sidste sæson var turneringsformatet blev ændret, således at opgørene i 1/8- og 1/16-finalerne nu også blev afgjort over to kampe (ude og hjemme).
Turneringen blev vundet af SC DHfK Leipzig fra Østtyskland, som i finalen i Paris besejrede Budapest Honvéd fra Ungarn med 16-14. Det var første gang at et østtysk hold vandt turneringen.
Danmarks repræsentant i turneringen var Aarhus KFUM, som tabte i semifinalen til Budapest Honvéd med 37-41 efter to kampe.

## Resultater

### 1/16-finaler
| Dato   | Dato   | Hjemmehold i 1. kamp | Udehold i 1. kamp    | Resultat | Resultat | Resultat |
| 1.kamp | 2.kamp | Hjemmehold i 1. kamp | Udehold i 1. kamp    | Samlet   | 1.kamp   | 2.kamp   |
| ------ | ------ | -------------------- | -------------------- | -------- | -------- | -------- |
| ?      | ?      | Budapest Honvéd      | VIF G.Dimitrov Sofia | 52–31    | 32-15    | 20-16    |
| ?      | ?      | SK Rapid             | ROC Flemallois       | ?–?      | 16-10    | ?-?      |
| ?      | ?      | Operatie 55 Den Haag | FC Porto             | ?–?      | ?-?      | ?-?      |

### 1/8-finaler
| Dato   | Dato   | Hjemmehold i 1. kamp    | Udehold i 1. kamp    | Resultat | Resultat | Resultat |
| 1.kamp | 2.kamp | Hjemmehold i 1. kamp    | Udehold i 1. kamp    | Samlet   | 1.kamp   | 2.kamp   |
| ------ | ------ | ----------------------- | -------------------- | -------- | -------- | -------- |
| ?      | ?      | HB Dudelange            | SC DHfK Leipzig      | 32–65    | 23-38    | 9-27     |
| ?      | ?      | GRK Zagreb              | SMUC Marseille       | 47–31    | 30-16    | 17-15    |
| 19.12. | 9.1.   | Frisch Auf Göppingen    | Dukla Praha          | 17–32    | 7-11     | 10-21    |
| 6.12.  | 9.1.   | FH                      | IK Fredensborg       | 35–28    | 19-15    | 16-13    |
| 19.12. | ?      | Redbergslids IK         | Operatie 55 Den Haag | 41–35    | 20-14    | 21-21    |
| ?      | ?      | WKS Slask Wroclaw       | Aarhus KFUM          | 41–38    | 27-18    | 14-20    |
| 19.12. | 9.1.   | Grasshopper-Club Zürich | SK Rapid             | 35–23    | 20-12    | 15-11    |
| 23.12. | 9.1.   | Atletico Madrid         | Budapest Honvéd      | 31–45    | 16-17    | 15-28    |

### Kvartfinaler
| Dato   | Dato   | Hjemmehold i 1. kamp | Udehold i 1. kamp       | Resultat | Resultat | Resultat |
| 1.kamp | 2.kamp | Hjemmehold i 1. kamp | Udehold i 1. kamp       | Samlet   | 1.kamp   | 2.kamp   |
| ------ | ------ | -------------------- | ----------------------- | -------- | -------- | -------- |
| ?      | 26.2.  | GRK Zagreb           | SC DHfK Leipzig         | 29–35    | 14-18    | 15-17    |
| ?      | 20.2.  | FH                   | Dukla Praha             | 31–43    | 15-20    | 16-23    |
| ?      | ?      | Aarhus KFUM          | Redbergslids IK         | 50–34    | 24-18    | 26-16    |
| 7.2.   | 20.2.  | Budapest Honvéd      | Grasshopper-Club Zürich | 44–28    | 22-15    | 22-13    |

### Semifinaler
| Dato   | Dato   | Hjemmehold i 1. kamp | Udehold i 1. kamp | Resultat | Resultat | Resultat |
| 1.kamp | 2.kamp | Hjemmehold i 1. kamp | Udehold i 1. kamp | Samlet   | 1.kamp   | 2.kamp   |
| ------ | ------ | -------------------- | ----------------- | -------- | -------- | -------- |
| ?      | 28.3.  | SC DHfK Leipzig      | Dukla Praha       | 28–22    | 15-10    | 13-12    |
| ?      | ?      | Budapest Honvéd      | Aarhus KFUM       | 41–37    | 25-12    | 16-25    |

### Finale
Finalen blev spillet i Paris, Frankrig.
| Dato  | Hjemmehold      | Udehold         | Res.  |
| ----- | --------------- | --------------- | ----- |
| 22.4. | SC DHfK Leipzig | Budapest Honvéd | 16–14 |